# Alps Hockey League 2022-2023
L'Alps Hockey League 2022-2023 è stata la settima stagione organizzata dall'Alps Hockey League (acronimo AHL), torneo sovranazionale fondato nel 2016 che vede iscritti team italiani, austriaci e sloveni.

## Squadre
Il numero di squadre iscritte è sceso a quindici: delle diciassette della stagione precedente, solo quattordici hanno confermato la propria presenza: l'Asiago si è iscritto alla ICE Hockey League; anche il VEU Feldkirch ha lasciato il campionato per la ICE, dando però vita a una nuova squadra, i Pioneers Vorarlberg; i Vienna Capitals Silver, infine, non si sono iscritti. Unica nuova iscritta è l'Hockey Unterland Cavaliers di Egna.
| Club                       | Paese    | Regione             | Città                    | Arena                        | Capacità    | Esordio in AHL |
| -------------------------- | -------- | ------------------- | ------------------------ | ---------------------------- | ----------- | -------------- |
| EC KAC 2                   | Austria  | Carinzia            | Klagenfurt am Wörthersee | Stadthalle Klagenfurt        | 5.088       | 2016-17        |
| EC Red Bull Salzburg 2     | Austria  | Salisburghese       | Salisburgo               | Eisarena Salzburg            | 3.200       | 2016-17        |
| EK Zell am See             | Austria  | Salisburghese       | Zell am See              | Eishalle Zell am See         | 3.200       | 2016-17        |
| EC Kitzbühel               | Austria  | Tirolo              | Kitzbühel                | Sportpark Kapserbrücke       | 1.700       | 2016-17        |
| EHC Lustenau               | Austria  | Vorarlberg          | Lustenau                 | Rheinhalle                   | 2.200       | 2016-17        |
| EHC Bregenzerwald          | Austria  | Vorarlberg          | Dornbirn                 | Messestadion Dornbirn        | 4.270       | 2016-17        |
| Steel Wings Linz           | Austria  | Alta Austria        | Linz                     | KeineSorgen EisArena         | 4.865       | 2019-20        |
| SG Cortina                 | Italia   | Veneto              | Cortina d'Ampezzo        | Stadio Olimpico del Ghiaccio | 2.700       | 2016-17        |
| HC Merano                  | Italia   | Trentino-Alto Adige | Merano                   | MeranArena                   | 3.500       | 2021-22        |
| WSV Sterzing Broncos       | Italia   | Trentino-Alto Adige | Vipiteno                 | Weihenstephan Arena          | 1.700 2.500 | 2016-17        |
| Ritten Sport               | Italia   | Trentino-Alto Adige | Collalbo                 | Arena Ritten                 | 1.200       | 2016-17        |
| HC Fassa                   | Italia   | Trentino-Alto Adige | Alba di Canazei          | Gianmario Scola              | 3.500       | 2016-17        |
| HC Gherdëina               | Italia   | Trentino-Alto Adige | Selva di Val Gardena     | Pranives                     | 2.000       | 2016-17        |
| Hockey Unterland Cavaliers | Italia   | Trentino-Alto Adige | Egna                     | WürthArena                   | 1.200       | esordiente     |
| HDD Jesenice               | Slovenia | Alta Carniola       | Jesenice                 | Športna dvorana Podmežakla   | 5.500       | 2016-17        |

## Formula
La formula del torneo è sostanzialmente invariata. Ad un girone di andata e ritorno ha fatto seguito la suddivisione in tre gironi: il Master Round (per le prime 5 squadre classifcate al termine della prima fase) e due gironi di Qualification Round (ciascuno da cinque squadre, per le restanti compagini).
Le uniche variazioni di rilievo hanno riguardato:
- i pre-play-off, che sono stati a sei squadre (le prime tre di ciascun girone di Qualification Round) e non più ad otto. Le square del Master Round erano pertanto tutte certe dell'accesso ai play-off veri e propri; è stata confermata la disputa con serie al meglio dei tre incontri.
- i play-off, che sono stati disputati interamente al meglio dei sette incontri, anziché al meglio dei cinque.[1][2]

## Campionati nazionali

### Campionato italiano
Le squadre italiane partecipanti alla AHL si sono giocate anche il titolo italiano. Come nella stagione precedente, tutti gli incontri tra squadre italiane durante la regular season hanno concorso a formare una classifica, ed al termine le squadre classificate ai primi quattro posti si sono giocati le semifinali e la finale.

## Regular season
| Casa | Trasferta          | Trasferta          | Trasferta          | Trasferta          | Trasferta   | Trasferta          | Trasferta          | Trasferta          | Trasferta          | Trasferta | Trasferta          | Trasferta          | Trasferta          | Trasferta          | Trasferta          |
| Casa | Bregenzerwald      | Cortina            | Fassa              | Gherdëina          | Jesenice    | Klagenfurt         | Kitzbühel          | Linz               | Lustenau           | Merano | Renon              | Salisburgo         | Unterland          | Vipiteno           | Zell am See        |
| --- | ------------------ | ------------------ | ------------------ | ------------------ | ----------- | ------------------ | ------------------ | ------------------ | ------------------ | --- | ------------------ | ------------------ | ------------------ | ------------------ | ------------------ |
| Bregenzerwald | –                  | 5:3 referto        | 4:3 d.t.r. referto | 0:6 referto        | 1:4 referto | 6:0 referto        | 4:3 referto        | 4:2 referto        | 2:4 referto        | 3:4 d.t.s. referto | 3:2 d.t.r. referto | 5:3 referto        | 5:2 referto        | 0:8 referto        | 4:3 referto        |
| Cortina | 4:2 referto        | –                  | 5:0 referto        | 4:3 referto        | 0:2 referto | 1:2 d.t.r. referto | 6:5 referto        | 2:1 referto        | 8:1 referto        | 5:0 referto | 2:3 d.t.r. referto | 3:5 referto        | 5:3 referto        | 5:4 referto        | 4:3 referto        |
| Fassa Falcons | 4:5 d.t.s. referto | 2:1 d.t.s. referto | –                  | 3:1 referto        | 1:3 referto | 3:1 referto        | 3:6 referto        | 2:1 d.t.s. referto | 4:5 d.t.s. referto | 2:4 referto | 1:4 referto        | 1:5 referto        | 6:3 referto        | 2:5 referto        | 4:3 referto        |
| Gherdëina | 6:1 referto        | 3:4 d.t.s. referto | 5:2 referto        | –                  | 2:5 referto | 6:2 referto        | 4:0 referto        | 3:1 referto        | 2:4 referto        | 3:4 referto | 2:4 referto        | 5:2 referto        | 1:5 referto        | 3:5 referto        | 3:4 referto        |
| HDD Jesenice | 6:0 referto        | 4:0 referto        | 4:1 referto        | 0:1 referto        | –           | 3:1 referto        | 8:1 referto        | 4:2 referto        | 7:1 referto        | 5:0 referto | 5:1 referto        | 5:0 referto        | 6:0 referto        | 5:1 referto        | 4:1 referto        |
| KAC Future Team | 1:3 referto        | 2:5 referto        | 4:1 referto        | 2:5 referto        | 2:1 referto | –                  | 3:5 referto        | 1:2 referto        | 0:5 referto        | 9:2 referto | 2:3 referto        | 3:2 d.t.s. referto | 0:2 referto        | 2:4 referto        | 0:2 referto        |
| Kitzbühel | 6:5 d.t.s. referto | 5:3 referto        | 6:3 referto        | 5:3 referto        | 1:3 referto | 4:3 d.t.s. referto | –                  | 6:2 referto        | 6:0 referto        | 3:2 referto | 6:3 referto        | 1:2 d.t.s. referto | 1:5 referto        | 5:3 referto        | 2:5 referto        |
| Steel Wings Linz | 2:4 referto        | 0:1 referto        | 6:1 referto        | 4:6 referto        | 0:7 referto | 0:1 d.t.r. referto | 2:1 referto        | –                  | 7:6 d.t.r. referto | 4:1 referto | 5:4 d.t.r. referto | 2:4 referto        | 2:4 referto        | 3:4 referto        | 5:2 referto        |
| Lustenau | 6:0 referto        | 0:2 referto        | 2:3 d.t.s. referto | 3:1 referto        | 2:6 referto | 4:0 referto        | 4:5 d.t.r. referto | 2:1 d.t.s. referto | –                  | 8:2 referto | 4:7 referto        | 3:4 d.t.r. referto | 4:5 d.t.s. referto | 0:1 d.t.s. referto | 1:3 referto        |
| Merano | 6:3 referto        | 1:5 referto        | 7:3 referto        | 1:3 referto        | 2:4 referto | 3:2 referto        | 1:3 referto        | 3:1 referto        | 5:4 referto        | – | 5:1 referto        | 2:3 referto        | 1:2 referto        | 4:3 referto        | 2:1 referto        |
| Ritten-Renon | 5:2 referto        | 2:1 referto        | 5:3 referto        | 1:2 referto        | 1:4 referto | 4:2 referto        | 1:3 referto        | 4:0 referto        | 4:1 referto        | 5:1 referto | –                  | 6:2 referto        | 3:4 d.t.s. referto | 5:3 referto        | 3:0 referto        |
| RB Hockey Jr. | 6:4 referto        | 4:3 referto        | 3:2 referto        | 2:1 d.t.s. referto | 1:4 referto | 4:3 referto        | 7:4 referto        | 4:0 referto        | 6:1 referto        | 5:3 https://www.alps.hockey/it/home-it/calendario-risultatihttps://www.alps.hockey/it/home-it/statistica/partita/?gameId=0150a091-f557-4da5-aa22-47fc257b7293&divisionId=10494 | 5:4 d.t.s. referto | –                  | 4:2 referto        | 1:3 referto        | 1:2 d.t.r. referto |
| Unterland Cavaliers | 6:1 referto        | 2:3 referto        | 3:2 d.t.r. referto | 5:1 referto        | 5:2 referto | 6:1 referto        | 4:2 referto        | 6:4 referto        | 3:1 referto        | 3:6 referto | 7:4 referto        | 3:2 referto        | –                  | 4:2 referto        | 5:4 referto        |
| Vipiteno Broncos | 4:3 referto        | 3:2 referto        | 3:4 d.t.s. referto | 11:3 referto       | 2:5 referto | 2:5 referto        | 3:2 d.t.s. referto | 4:0 referto        | 1:2 referto        | 2:5 referto | 2:4 referto        | 2:0 referto        | 1:4 referto        | –                  | 2:5 referto        |
| Zell am See | 7:6 d.t.s. referto | 2:3 referto        | 4:2 referto        | 3:2 referto        | 2:4 referto | 5:2 referto        | 3:2 referto        | 5:3 referto        | 2:4 referto        | 9:1 referto | 4:1 referto        | 5:6 d.t.s. referto | 6:1 referto        | 6:3 referto        | –                  |
| d.t.s. – dopo tempi supplementari; d.t.r. – dopo tiri di rigore |                    |                    |                    |                    |             |                    |                    |                    |                    | |                    |                    |                    |                    |                    |
| Tutte le partite fra squadre italiane sono valide anche per l'Italian Hockey League - Serie A 2022-2023; tutte le partite fra squadre austriache sono valide anche per il campionato austriaco di seconda serie. |                    |                    |                    |                    |             |                    |                    |                    |                    | |                    |                    |                    |                    |                    |

### Classifica
| Pos. | Squadra             | Pt | G  | V  | VOT | POT | P  | GF  | GS  | DR  |
| ---- | ------------------- | -- | -- | -- | --- | --- | -- | --- | --- | --- |
| 1.   | HDD Jesenice        | 75 | 28 | 25 | 0   | 0   | 3  | 120 | 32  | +88 |
| 2.   | Unterland Cavaliers | 57 | 28 | 17 | 3   | 0   | 8  | 104 | 80  | +24 |
| 3.   | Cortina             | 53 | 28 | 16 | 1   | 3   | 8  | 90  | 69  | +21 |
| 4.   | Ritten-Renon        | 51 | 28 | 15 | 1   | 4   | 8  | 94  | 81  | +13 |
| 5.   | RB Hockey Jr.       | 51 | 28 | 13 | 5   | 2   | 8  | 93  | 82  | +11 |
| 6.   | Zell am See         | 47 | 28 | 14 | 2   | 1   | 11 | 101 | 80  | +21 |
| 7.   | Kitzbühel           | 44 | 28 | 12 | 3   | 2   | 11 | 99  | 95  | +4  |
| 8.   | Merano              | 38 | 28 | 12 | 1   | 0   | 15 | 78  | 104 | -26 |
| 9.   | Vipiteno Broncos    | 38 | 28 | 11 | 2   | 1   | 14 | 91  | 89  | +2  |
| 10.  | Gherdëina           | 38 | 28 | 12 | 0   | 2   | 14 | 86  | 87  | -1  |
| 11.  | Lustenau            | 36 | 28 | 9  | 2   | 6   | 11 | 82  | 97  | -15 |
| 12.  | Bregenzerwald       | 35 | 28 | 9  | 3   | 3   | 13 | 85  | 116 | -31 |
| 13.  | Fassa Falcons       | 24 | 28 | 4  | 4   | 4   | 16 | 68  | 108 | -40 |
| 14.  | Steel Wings Linz    | 22 | 28 | 5  | 2   | 3   | 18 | 62  | 96  | -34 |
| 15.  | KAC Future Team     | 19 | 28 | 4  | 3   | 1   | 20 | 56  | 93  | -37 |

Criteri in caso di arrivo a pari punti:
Punti ottenuti, miglior differenza reti e maggior numero di reti segnate negli scontri diretti ed eventualmente maggior numero di vittorie complessive determinano il piazzamento in classifica in caso di eguale punteggio.
Legenda:

      Ammesse al master round
      Ammesse al girone di qualificazione A
      Ammesse al girone di qualificazione B

## Seconda Fase

### Master Round
Si sono qualificate al Master Round le squadre classificate ai primi cinque posti al termine della regular season, con le prime quattro classificate aventi diritto ad un bonus decrescente da 4 ad 1 punto. Tutte e cinque le squadre hanno poi avuto direttamente accesso ai quarti di finale dei play-off.

#### Incontri
| Casa                | Trasferta          | Trasferta          | Trasferta   | Trasferta          | Trasferta   |
| Casa                | Cortina            | Jesenice           | Renon       | Salisburgo         | Unterland   |
| ------------------- | ------------------ | ------------------ | ----------- | ------------------ | ----------- |
| Cortina             | –                  | 2:1 d.t.s. referto | 3:0 referto | 4:3 referto        | 0:1 referto |
| HDD Jesenice        | 2:3 d.t.s. referto | –                  | 1:0 referto | 6:1 referto        | 3:5 referto |
| Ritten-Renon        | 4:1 referto        | 2:1 d.t.r. referto | –           | 2:1 d.t.r. referto | 4:1 referto |
| RB Hockey Jr.       | 7:2 referto        | 8:0 referto        | 6:2 referto | –                  | 3:2 referto |
| Unterland Cavaliers | 2:1 d.t.s. referto | 1:5 referto        | 0:3 referto | 3:5 referto        | –           |

#### Classifica
| Pos. | Squadra             | Pt | G | V | VOT | POT | P | GF | GS | DR  |
| ---- | ------------------- | -- | - | - | --- | --- | - | -- | -- | --- |
| 1.   | RB Hockey Jr.       | 16 | 8 | 5 | 0   | 1   | 2 | 34 | 21 | +13 |
| 2.   | HDD Jesenice        | 16 | 8 | 3 | 0   | 3   | 2 | 19 | 22 | -3  |
| 3.   | Ritten-Renon        | 14 | 8 | 3 | 2   | 0   | 3 | 17 | 14 | +3  |
| 4.   | Cortina             | 13 | 8 | 2 | 2   | 1   | 3 | 16 | 20 | -4  |
| 5.   | Unterland Cavaliers | 11 | 8 | 2 | 1   | 0   | 5 | 15 | 24 | -9  |

Legenda:

      Ammesse ai quarti di finale dei play-off

### Girone di qualificazione A
Si sono qualificate al girone di qualificazione A le squadre classificate al 6º, 9º, 10º, 13º e 14º posto nella regular season, con le prime tre aventi diritto ad un bonus decrescente pari a rispettivamente 6, 3 ed 1 punto. Al termine del girone di qualificazione, le squadre classificate ai primi tre posti hanno avuto accesso al turno preliminare dei play-off.

#### Incontri
| Casa             | Trasferta          | Trasferta   | Trasferta   | Trasferta          | Trasferta          |
| Casa             | Fassa              | Gherdëina   | Linz        | Vipiteno           | Zell am See        |
| ---------------- | ------------------ | ----------- | ----------- | ------------------ | ------------------ |
| Fassa Falcons    | –                  | 3:1 referto | 1:2 referto | 3:2 d.t.r. referto | 3:2 referto        |
| Gherdëina        | 1:2 d.t.s. referto | –           | 3:1 referto | 5:4 referto        | 4:2 referto        |
| Steel Wings Linz | 2:3 d.t.s. referto | 6:2 referto | –           | 2:3 referto        | 1:5 referto        |
| Vipiteno Broncos | 5:1 referto        | 7:0 referto | 4:5 referto | –                  | 4:3 d.t.r. referto |
| Zell am See      | 2:4 referto        | 4:2 referto | 4:3 referto | 4:2 referto        | –                  |

#### Classifica
| Pos. | Squadra          | Pt | G | V | VOT | POT | P | GF | GS | DR  |
| ---- | ---------------- | -- | - | - | --- | --- | - | -- | -- | --- |
| 1.   | Zell am See      | 19 | 8 | 4 | 0   | 1   | 3 | 26 | 23 | +3  |
| 2.   | Vipiteno Broncos | 15 | 8 | 3 | 1   | 1   | 2 | 31 | 23 | +8  |
| 3.   | Fassa Falcons    | 15 | 8 | 3 | 3   | 0   | 2 | 20 | 17 | +3  |
| 4.   | Gherdëina        | 12 | 8 | 3 | 0   | 1   | 4 | 18 | 29 | -11 |
| 5.   | Steel Wings Linz | 10 | 8 | 3 | 0   | 1   | 4 | 22 | 25 | -3  |

Legenda:

      Ammesse al turno preliminare dei play-off

### Girone di qualificazione B
Si sono qualificate al girone di qualificazione B le squadre classificate al 7º, 8º, 11º, 12º, e 15º posto nella regular season, con le prime tre aventi diritto ad un bonus decrescente pari a rispettivamente 5, 4 ed 1 punto. Al termine del girone di qualificazione, le squadre classificate ai primi tre posti hanno avuto accesso al turno preliminare dei play-off.

#### Incontri
| Casa            | Trasferta          | Trasferta          | Trasferta          | Trasferta          | Trasferta          |
| Casa            | Bregenzerwald      | Klagenfurt         | Kitzbühel          | Lustenau           | Merano             |
| --------------- | ------------------ | ------------------ | ------------------ | ------------------ | ------------------ |
| Bregenzerwald   | –                  | 2:0 referto        | 3:6 referto        | 4:3 d.t.r. referto | 4:3 d.t.s. referto |
| KAC Future Team | 1:2 d.t.r. referto | –                  | 0:1 d.t.r. referto | 0:4 referto        | 5:2 referto        |
| Kitzbühel       | 1:2 referto        | 3:2 d.t.s. referto | –                  | 4:3 referto        | 6:3 referto        |
| Lustenau        | 1:2 referto        | 4:1 referto        | 3:2 d.t.r. referto | –                  | 4:1 referto        |
| Merano          | 1:4 referto        | 4:8 referto        | 1:4 referto        | 2:6 referto        | –                  |

#### Classifica
| Pos. | Squadra         | Pt | G | V | VOT | POT | P | GF | GS | DR  |
| ---- | --------------- | -- | - | - | --- | --- | - | -- | -- | --- |
| 1.   | Kitzbühel       | 22 | 8 | 4 | 2   | 1   | 1 | 27 | 17 | +10 |
| 2.   | Bregenzerwald   | 18 | 8 | 4 | 3   | 0   | 1 | 23 | 16 | +7  |
| 3.   | Lustenau        | 16 | 8 | 4 | 1   | 1   | 2 | 28 | 16 | +12 |
| 4.   | KAC Future Team | 9  | 8 | 2 | 0   | 3   | 3 | 17 | 22 | -5  |
| 5.   | Merano          | 5  | 8 | 0 | 0   | 1   | 7 | 17 | 41 | -24 |

Legenda:

      Ammesse al turno preliminare dei play-off

## Pre play-off

### Tabellone
|  | Finale |             |   |   |   |  |
|  |        |             |   |   |   |  |
|  | 1A     | Zell am See | 4 | 1 | 2 |  |
|  | 3B     | Lustenau    | 1 | 4 | 4 |  |

|  | Finale |                  |   |    |   |  |
|  |        |                  |   |    |   |  |
|  | 2A     | Vipiteno Broncos | 3 | 4  | 4 |  |
|  | 2B     | Bregenzerwald    | 2 | 5† | 3 |  |

|  | Finale |               |               |   |   |  |
|  |        |               |               |   |   |  |
|  | 1B     | Kitzbühel     | Kitzbühel     | 4 | 3 |  |
|  | 3A     | Fassa Falcons | Fassa Falcons | 2 | 1 |  |

Legenda: †: terminata ai tempi supplementari

## Play-off

### Pick
Le prime quattro squadre classificate nel Master Round hanno avuto diritto di scegliere, seguendo l'ordine di classifica, la propria avversaria nei quarti di finale dei play-off.
La seconda squadra dei Red Bull Salisburgo, prima compagine austriaca nella storia del campionato ad arrivare al primo posto nella seconda fase della stagione regolare, ha scelto, a sorpresa, l'Hockey Unterland Cavaliers. Lo Jesenice ed il Renon hanno poi scelto rispettivamente il Vipiteno ed il Kitzbühel. L'ultimo accoppiamento è stato dunque quello tra Cortina e Lustenau.

### Tabellone
|  | Quarti di finale | Quarti di finale    | Quarti di finale | Quarti di finale | Quarti di finale | Quarti di finale | Quarti di finale | Quarti di finale | Quarti di finale |    |         | Semifinali | Semifinali | Semifinali | Semifinali | Semifinali | Semifinali | Semifinali | Semifinali | Semifinali |  |    | Finali  | Finali | Finali | Finali | Finali | Finali | Finali | Finali | Finali |  |  |
|  |                  |                     |                  |                  |                  |                  |                  |                  |                  |    |         |            |            |            |            |            |            |            |            |            |  |    |         |        |        |        |        |        |        |        |        |  |  |
|  | 1M               | RB Hockey Jr.       | 5                | 5†               | 10               | 4†               |                  |                  |                  |    |         |            |            |            |            |            |            |            |            |            |  |    |         |        |        |        |        |        |        |        |        |  |  |
|  | 5M               | Unterland Cavaliers | 0                | 4                | 4                | 3                |                  |                  |                  |    |         |            |            |            |            |            |            |            |            |            |  |    |         |        |        |        |        |        |        |        |        |  |  |
|  | 5M               | Unterland Cavaliers | 0                | 4                | 4                | 3                |                  | 1M               | RB Hockey Jr.    | 3† | 1       | 1          | 4†         | 0          | 2†         | 3          |            |            |            |            |  |    |         |        |        |        |        |        |        |        |        |  |  |
|  |                  |                     |                  |                  |                  |                  |                  |                  |                  | 3† | 1       | 1          | 4†         | 0          | 2†         | 3          |            |            |            |            |  |    |         |        |        |        |        |        |        |        |        |  |  |
|  |                  | 4M                  | Cortina          | 2                | 2                | 6                | 3                | 2                | 1                | 4  |         |            |            |            |            |            |            |            |            |            |  |    |         |        |        |        |        |        |        |        |        |  |  |
|  | 4M               | 4M                  | Cortina          | 2                | 2                | 6                | 3                | 2                | 1                | 4  | Cortina | 5†         | 0          | 4          | 6          | 3†         |            |            |            |            |  |    |         |        |        |        |        |        |        |        |        |  |  |
|  | 4M               |                     |                  |                  |                  |                  |                  |                  |                  |    | Cortina | 5†         | 0          | 4          | 6          | 3†         |            |            |            |            |  |    |         |        |        |        |        |        |        |        |        |  |  |
|  | 3B               | Lustenau            | 4                | 3                | 1                | 1                | 2                |                  |                  |    |         |            |            |            |            |            |            |            |            |            |  |    |         |        |        |        |        |        |        |        |        |  |  |
|  |                  |                     |                  |                  |                  |                  |                  |                  |                  |    |         |            |            |            |            |            |            |            |            |            |  | 4M | Cortina | 2      | 4      | 2      | 2      | 1      | 3      |        |        |  |  |
|  |                  |                     | 2M               | HDD Jesenice     | 4                | 1                | 5                | 1                | 4                | 4† |         |            |            |            |            |            |            |            |            |            |  |    |         |        |        |        |        |        |        |        |        |  |  |
|  | 2M               | HDD Jesenice        | 4                | 2                | 3                | 2†               |                  |                  |                  |    |         |            |            |            |            |            |            |            |            |            |  |    |         |        |        |        |        |        |        |        |        |  |  |
|  | 2A               | Vipiteno Broncos    | 2                | 0                | 0                | 1                |                  |                  |                  |    |         |            |            |            |            |            |            |            |            |            |  |    |         |        |        |        |        |        |        |        |        |  |  |
|  | 2A               | Vipiteno Broncos    | 2                | 0                | 0                | 1                |                  | 2M               | HDD Jesenice     | 3  | 3       | 1†         | 6          |            |            |            |            |            |            |            |  |    |         |        |        |        |        |        |        |        |        |  |  |
|  |                  |                     |                  |                  |                  |                  |                  |                  |                  | 3  | 3       | 1†         | 6          |            |            |            |            |            |            |            |  |    |         |        |        |        |        |        |        |        |        |  |  |
|  |                  | 3M                  | Ritten-Renon     | 1                | 0                | 0                | 1                |                  |                  |    |         |            |            |            |            |            |            |            |            |            |  |    |         |        |        |        |        |        |        |        |        |  |  |
|  | 3M               | 3M                  | Ritten-Renon     | 1                | 0                | 0                | 1                | Ritten-Renon     | 3                | 1  | 0       | 1†         | 3†         | 3          |            |            |            |            |            |            |  |    |         |        |        |        |        |        |        |        |        |  |  |
|  | 3M               |                     |                  |                  |                  |                  |                  | Ritten-Renon     | 3                | 1  | 0       | 1†         | 3†         | 3          |            |            |            |            |            |            |  |    |         |        |        |        |        |        |        |        |        |  |  |
|  | 1B               | Kitzbühel           | 0                | 4                | 3                | 0                | 2                | 1                |                  |    |         |            |            |            |            |            |            |            |            |            |  |    |         |        |        |        |        |        |        |        |        |  |  |

Legenda: †=incontro terminato ai tempi supplementari

### Incontri

#### Quarti di finale

##### Gara 1
| Arbitri: | Alexander Hlavaty Jakob Schauer |

| |           |  |
| Assavolyuk (Jelavic) 7:21 Wimmer (Necesany, Auer) 16:55 Maier (N. Heigl, Sinn) 22:46 Weber (Fischer, Stumpf) 25:13 Predan (Wimmer) 52:19 | Marcatori |  |

| Arbitri: | Alex Lazzeri Gregor Režek |

| |           |                                                          |
| Sersen (Svetina, Jezovsek) 16:20 Scap (Jenko, Lesnicar) 18:16 Sersen (Svetina) 20:56 Pance (Polcs, Larinmaa) 43:48 | Marcatori | 47:10 Berger (Eisendle, Zecchetto) 49:07 Pohlin (Berger) |

| Arbitri: | Tobias Holzer Omar Piniè |

| |           |  |
| Pechlaner (K. Fink, Hofer) 23:51 Giacomuzzi (Quinz, Hofer) 54:57 Spinell (J. Kostner, Mäkelä) 59:13 | Marcatori |  |

| Arbitri: | Andrea Moschen Matthias Ruetz |

| |           | |
| Saha (Cuglietta, R. Lacedelli) 8:19 Cuglietta (Di Tomaso, Parini) 11:07 Barnabò (Larcher, Cuglietta) 54:42 Adami (Barnabò, Seed) 59:39 Traversa (Parini) 64:35 | Marcatori | 30:47 L. Haberl (Puschnik, Krammer) 34:19 Puschnik (Ratz, Moosbrugger) 40:12 D'Alvise (Wilfan, Larsen) 52:12 Larsen (Philipp Koczera, Wilfan) |

##### Gara 2
| Arbitri: | Andrea Moschen Matthias Ruetz |

| |           | |
| Pisetta 28:24 Haarala (Wieser, Nyman) 33:05 Wieser (Haarala, Nyman) 45:33 Remolato (Girardi, Egger) 52:04 | Marcatori | 5:07 Auer (Stumpf, Krening) 16:47 Schreiner (Fischer) 26:05 N. Heigl (Maier, Steffler) 37:46 Weber (N. Heigl) 60:28 Weber (Bader, N. Heigl) |

| Arbitri: | Miha Bajt Omar Piniè |

|  |           |                                             |
|  | Marcatori | 45:02 Kumanovic (Urukalo) 59:25 Polcs (Rep) |

| Arbitri: | Miha Bulovec Moritz Lehner |

| |           |                |
| Wallenta (Kapel, Zolmanis) 24:57 Wallenta (Zolmanis, Kapel) 32:38 Wallenta (Zolmanis) 57:47 Holzfilzer (Schmidt) 59:45 | Marcatori | 25:47 Cardwell |

| Arbitri: | Alex Lazzeri Jakob Schauer |

|                                                                                                  |           |  |
| Wilfan (Hayes, D'Alvise) 0:51 König (L. Haberl, Pöschmann) 27:55 Wilfan (D'Alvise, Larsen) 43:43 | Marcatori |  |

##### Gara 3
| Arbitri: | Matthias Ruetz Turo Virta |

| |           | |
| T. Heigl (Sinn, Maier) 13:10 Wimmer (Stumpf, Predan) 14:18 N. Heigl (Maier, Bader) 20:16 Jelavic (Cernik, Assavolyuk) 21:27 Auer (Predan, Stumpf) 22:44 Cernik (Assavolyuk) 33:13 Predan (Auer, Kirchebner) 34:38 Fischer (Krening) 42:52 Krening (Schreiner, T. Heigl) 50:58 Schreiner (Cernik, Assavolyuk) 57:55 | Marcatori | 26:58 Markkula (Sölva, Haarala) 37:17 Markkula (Haarala, Goldner) 41:35 Girardi (Markkula, Giovanelli) 26:58 Markkula (Kaufmann, De Nardin) |

| Arbitri: | Alexander Hlavaty Moritz Lehner |

|                                                                                |           |  |
| Sersen (Jezovsek, Larinmaa) 12:02 Polcs (Logar) 20:27 Jezovsek (Svetina) 39:13 | Marcatori |  |

| Arbitri: | Alex Lazzeri Jakob Schauer |

|  |           | |
|  | Marcatori | 9:21 Kapel (Tschurnig, Zolmanis) 17:11 Tschurnig (Kuronen, Urbanek) 39:32 Kapel (Kreuter, Henrik Holzfilzer) |

| Arbitri: | Tobias Holzer Andrea Moschen |

| |           |                              |
| Traversa (Zardini Lacedelli, Alverà) 10:08 Parini (Zardini Lacedelli, Di Tomaso) 51:25 Faloppa (Traversa, R. Lacedelli) 54:42 Saha (Di Tomaso, Adami) 55:39 | Marcatori | 39:59 Ratz (König, Puschnik) |

##### Gara 4
| Arbitri: | Miha Bulovec Omar Piniè |

|                                                                                  |           | |
| Wieser (Nyman, Markkula) 13:31 Haarala 21:32 Haarala (Markkula, Brighenti) 25:21 | Marcatori | 28:18 Bader (T. Heigl, Krening) 31:30 T. Heigl (Bader, Schreiner) 50:38 T. Heigl (Assavolyuk, Bader) 62:41 Wimmer |

| Arbitri: | Tobias Holzer Turo Virta |

|                                          |           |                                                           |
| Gander (Maylan, L. De Lorenzo Meo) 10:28 | Marcatori | 35:23 Svetina (Logar, Pance) 79:36 Pance (Logar, Svetina) |

| Arbitri: | Andrea Moschen Matthias Ruetz |

|  |           |                               |
|  | Marcatori | 63:24 Cardwell (Quinz, Insam) |

| Arbitri: | Alex Lazzeri Jakob Schauer |

|                                |           | |
| D'Alvise (Hayes, Wilfan) 51:49 | Marcatori | 7:36 Traversa (Saha, L. Zanatta) 17:51 Cuglietta (L. Zanatta, Saha) 29:32 Saha (Di Tomaso) 31:20 R. Lacedelli (Traversa, Seed) 41:55 Alverà (Cuglietta, Seed) 56:10 Alverà (Di Tomaso, Cuglietta) |

##### Gara 5
| Arbitri: | Alex Lazzeri Jakob Schauer |

|                                                                                                |           |                                                                       |
| Quinz (Insam, Pechlaner) 11:14 J. Kostner (Cardwell, Pechlaner) 24:56 J. Kostner (Hofer) 63:47 | Marcatori | 22:11 Lahnaviik (Fröwis, Pallierer) 51:17 Bolterle (Kuronen, Urbanek) |

| Arbitri: | Matthias Ruetz Andrea Moschen |

| |           |                                                                 |
| R. Lacedelli (Saha, L. Zanatta) 20:40 Saha (Cuglietta, Traversa) 28:19 Traversa (Di Tomaso, Parini) 78:03 | Marcatori | 1:42 Wilfan (D'Alvise, Puschnik) 56:12 D'Alvise (Larsen, Hayes) |

##### Gara 6
| Arbitri: | Tobias Holzer Turo Virta |

|                                 |           |                                                                                          |
| Zolmanis (Kuronen, Kapel) 51:58 | Marcatori | 0:16 Pechlaner (J. Kostner, Cardwell) 14:45 Spinell (Insam, Fink) 58:22 Spinell (Mäkäla) |

#### Semifinali

##### Gara 1
| Arbitri: | Andrea Moschen Jakob Schauer |

|                                                                   |           |                                                                                    |
| Krening (Fischer, Stumpf) 7:00 Predan (Maier) 17:57 Krening 72:10 | Marcatori | 4:38 Cuglietta (Zardini Lacedelli, Alverà 45:38 R. Lacedelli (Traversa, Di Tomaso) |

| Arbitri: | Omar Piniè Gregor Režek |

|                                                                                            |           |                                |
| Svetina (Polcs, Pance) 8:59 Scap (Jezovsek, Urukalo) 50:39 Ulamec (Glavic, Blomberg) 53:22 | Marcatori | 54:51 Tavi (Insam, Giacomuzzi) |

##### Gara 2
| Arbitri: | Miha Bulovec Tobias Holzer |

|                                                                               |           |                          |
| Adami (L. Zanatta, Barnabò) 21:12 Alverà (Zardini Lacedelli, Cuglietta) 32:01 | Marcatori | 54:52 Auer (Sinn, Bader) |

| Arbitri: | Alex Lazzeri Jakob Schauer |

|  |           |                                                                                        |
|  | Marcatori | 36:02 Larinmaa (Rep, Sersen) 39:59 Svetina (Pance, Polcs) 40:15 Pance (Svetina, Polcs) |

##### Gara 3
| Arbitri: | Omar Piniè Gregor Režek |

|                               |           | |
| Krening (Maier, Predan) 24:15 | Marcatori | 00:31 Traversa (R. Lacedelli, De Zanna) 12:11 Cuglietta 24:35 Seed (Cuglietta) 27:31 Cuglietta 32:49 Saha (R. Lacedelli, Traversa) 39:27 R. Lacedelli |

| Arbitri: | Tobias Holzer Andrea Moschen |

|                                 |           |  |
| Blomberg (Svetina, Pance) 62:43 | Marcatori |  |

##### Gara 4
| Arbitri: | Alex Lazzeri Gregor Režek |

| |           | |
| Seed (Alverà, M. Zanatta) 13:24 L. Zanatta (Zardini Lacedelli, Toffoli) 22:37 Zardini Lacedelli(Alverà, Cuglietta) 55:52 | Marcatori | 21:34 Krening (Auer, Predan) 28:16 Bader (Maier) 46:01 Maier (Heigl, Bader) 70:48 Wimmer (Heigl, Maier) |

| Arbitri: | Miha Bulovec Jakob Schauer |

|                                   |           | |
| Tavi (J. Kostner, Cardwell) 48:01 | Marcatori | 19:47 Jenko (Blomberg, Jezovsek) 24:10 Jenko (Jezovsek) 25:08 Svetina (Polcs, Pance) 39:43 Pance (Svetina, Polcs) 45:07 Jenko (Pance, Bohinc) 57:58 Jezovsek |

##### Gara 5
| Arbitri: | Tobias Holzer Alex Lazzeri |

|  |           |                                                                            |
|  | Marcatori | 27:23 Saha (L. Zanatta, R. Lacedelli) 28:20 Cuglietta (R. Lacedelli, Seed) |

##### Gara 6
| Arbitri: | Andrea Moschen Omar Pinié |

|                                     |           |                                                          |
| Traversa (R. Lacedelli, Saha) 34:58 | Marcatori | 26:45 Ruckdäschel 72:45 Schreiner (Krening, Ruckdäschel) |

##### Gara 7
| Arbitri: | Gregor Režek Jakob Schauer |

|                                                                           |           | |
| Cernik (Sinn) 4:37 Krening (Heigl, Sinn) 7:23 Sumpf (Sinn, Jelavic) 13:28 | Marcatori | 4:27 Cuglietta (Zardini Lacedelli, Alverà) 19:45 De Zanna (Traversa, R. Lacedelli) 34:07 Saha (L. Zanatta, Cuglietta) 37:55 Colli (L. Zanatta, Barnabò) |

#### Finale

##### Gara 1
| Arbitri: | Miha Bulovec Alex Lazzeri |

| |           |                                                                           |
| Jezovšek (Larinmaa, Seršen) 21:09 Pance (Svetina, Seršen) 29:58 Jezovšek (Larinmaa) 47:57 Svetina (Pance) 59:49 | Marcatori | 7:33 Alverà (Cuglietta, Larcher) 57:56 R. Lacedelli (Di Tomaso, De Zanna) |

##### Gara 2
| Arbitri: | Andrea Moschen Gregor Rezek |

| |           |                                  |
| Di Tomaso (Saha, Adami) 5:26 M. Zanatta (Seed, Adami) 49:54 Saha (L. Zanatta, Traversa) 57:53 Saha (Cuglietta, M. Zanatta) 59:54 | Marcatori | 51:04 Jezovšek (Urukalo, Planko) |

##### Gara 3
| Arbitri: | Tobias Holzer Omar Pinié |

| |           |                                                                       |
| Jezovšek (M. Bohinc, R. Bohinc) 17:04 Jezovšek (Širovnik) 35:42 Planko (Jezovšek, M. Bohinc) 52:07 Polcs (Širovnik, Svetina) 56:54 Jezovšek (Larinmaa) 59:18 | Marcatori | 7:33 Alverà (Saha, R. Lacedelli) 57:56 M. Zanatta (Zardini Lacedelli) |

##### Gara 4
| Arbitri: | Alex Lazzeri Jakob Schauer |

|                                                                       |           |                       |
| R. Lacedelli (Saha, Cuglietta) 32:21 Barnabò (Di Tomaso, Adami) 49:57 | Marcatori | 12:48 Rajsar (Ulamec) |

##### Gara 5
| Arbitri: | Miha Bulovec Andrea Moschen |

| |           |                                       |
| Larinmaa (M. Bohinc, Jezovšek) 1:05 Pance (Blomberg, Urukalo) 6:43 Jezovšek (Jenko, Larinmaa) 33:19 Svetina (Pance, Polcs) 48:31 | Marcatori | 7:33 G. Lacedelli (Di Tomaso, Parini) |

##### Gara 6
| Arbitri: | Tobias Holzer Jakob Schauer |

| |           | |
| Traversa (Sanna, Alverà) 3:24 Cuglietta (R. Lacedelli, Saha) 59:18 Cuglietta (Saha, Traversai) 59:50 | Marcatori | 16:27 Jenko (Lesničar, Blomberg) 26:48 Polcs (Svetina, Logar) 28:34 Rep (M. Bohinc) 96:29 Urukalo (Svetina) |

Lo Jesenice si è aggiudicato il titolo per la prima volta, la terza per una squadra slovena dopo i due successi dell'Olimpija Lubiana nel 2019 e nel 2021.

## Premi individuali

### MVP
I giornalisti accreditati hanno eletto miglior giocatore del torneo il portiere dello Jesenice, Antti Karjalainen. Al secondo posto è arrivato Diego Cuglietta del Cortina, mentre al terzo Santeri Haarala dei Cavaliers.